# ARSAT
ARSAT (legalmente Empresa Argentina de Soluciones Satelitales S.A.) es una empresa de telecomunicaciones que brinda servicios de transmisión de datos, telefonía y televisión por medio de infraestructura terrestre, aérea y espacial. Sus acciones pertenecen en su totalidad al Estado Argentino, y originalmente se repartieron entre el Ministerio de Planificación Federal (98%) y el Ministerio de Economía (2%), quedando el 100 % a cargo de esta repartición desde 2015, cuando asumió la mayor parte de las funciones de la primera. Desde 2023, con la llegada al gobierno de Javier Milei, se evalúa la posibilidad de incorporar capital privado a ARSAT promoviendo la salida a bolsa del 49 % de las acciones, y conservando el Estado Argentino el 51 % restante.
Sus instalaciones están ubicadas en Benavídez, provincia de Buenos Aires. Desde allí opera los servicios ofrecidos por los satélites geoestacionarios ARSAT-1, ARSAT-2, SES-14, la Red Federal de Fibra Óptica, el Centro Nacional de Datos y el soporte técnico a los servicios de TDA Argentina.

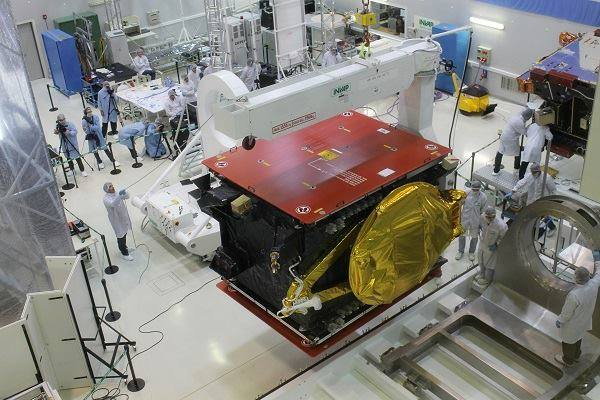
El ARSAT-1 en la sede de INVAP.

## Antecedentes
Desde 1997, la empresa privada Nahuelsat SA, constituida en Argentina pero incluyendo capitales extranjeros, administraba las posiciones orbitales adjudicadas al país por la Unión Internacional de Telecomunicaciones (UIT). Hasta ese momento la única posición orbital que había sido adjudicada a la Argentina era la 72 y fue cubierta por el satélite Nahuel 1A, que fue el segundo satélite geoestacionario de telecomunicaciones de capital privado en el mundo, luego del PanAmSat en Estados Unidos. El proyecto atrajo una inversión superior a los 300 millones de dólares, sin costo alguno para el Estado argentino, integrando a empresas privadas argentinas y extranjeras (de Alemania, Francia, Italia y Estados Unidos), junto a ANTEL, la empresa de telecomunicaciones estatal de Uruguay,  en un consorcio que operó durante años.
La empresa se interesó también por la posición orbital 81, que permite transmitir en una franja mayor, que abarca los Estados Unidos.  Esta posición había sido asignada a Estados Unidos pero en 1998 se la cedió a la Argentina, a través de un acuerdo firmado en Washington por el presidente Carlos Menem. La cesión se realizó con la contraprestación de que Argentina permitiría a la empresa DirecTV colocar un satélite en esa órbita para  prestar servicios de televisión satelital en el país
Sin embargo, la empresa Nahuelsat nunca logró poner en el espacio el satélite Nahuel II, que estaba destinado a ocupar esa posición orbital por lo que,tras asumir la presidencia Néstor Kirchner en 2003, el estado argentino debió solicitar una prórroga, la cual fue otorgada por la UIT. Pero durante el transcurso de dicha prórroga, Nahuelsat se declaró en quiebra y liquidó sus bienes. Como alternativa, en 2004, el gobierno solicitó una tercera prórroga para constituir una empresa reemplazante, una sociedad anónima con mayoría estatal, que recién sería constituida en 2006.

## Historia

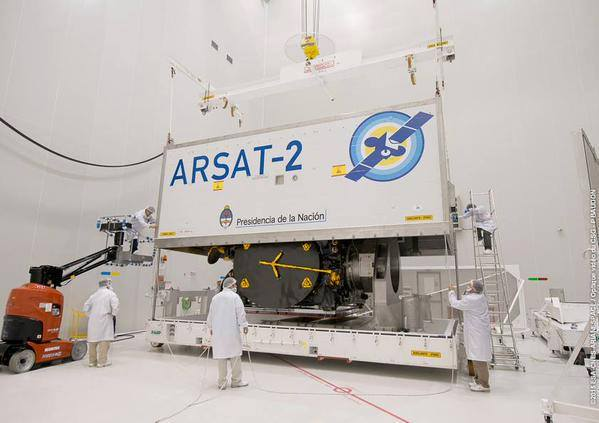
El ARSAT-2 en la sede de INVAP.

### Comienzos
En agosto de 2004, el gobierno decidió quitar la licencia a Nahuelsat para operar la posición orbital de 81 grados oeste. Asimismo, presentó el proyecto para la creación de la Empresa Argentina de Soluciones Satelitales (AR-SAT).
A través de la Comisión Nacional de Actividades Espaciales (CONAE) el gobierno creó el “Plan Espacial Nacional 2004-2015”. El mismo se formuló para conducir al país al dominio integral de esta tecnología, con el objeto que la información generada desde el espacio pueda satisfacer las necesidades de determinadas áreas del aparato productivo nacional, así como también prevenir y minimizar los impactos negativos de desastres y emergencias (naturales o provocados por el accionar humano). Además en el mismo se marcó que «las actividades de aplicación descansarán prioritariamente en un programa de teleobservación, y en aspectos de las telecomunicaciones que son complementarios de la oferta nacional e internacional en comunicaciones de datos, voz y televisión», apuntando a la «posibilidad de concebir, diseñar y construir, per se o asociados a terceros, satélites de comunicaciones, tanto geoestacionarios como en órbita baja LEO, sea para provisión local o a terceros».

#### Adjudicación de órbita
La tercera prórroga por la posición orbital de 81 grados Oeste vencía el 19 de octubre de 2005. Antes de esa fecha el Estado argentino debía colocar un satélite y realizar una transmisión, para conservar la adjudicación de la ITU. De no hacerlo, perdería los derechos sobre esa posición. La órbita ya había sido reclamada por Reino Unido para el caso de que Argentina la perdiera.  
Dos días antes de que venciese el plazo, el 17 de octubre de 2005, fecha en la que el peronismo celebra el Día de la Lealtad, la Secretaría de Comunicaciones de Argentina encabezada por Guillermo Moreno simuló poner en órbita otro satélite. En realidad se trataba de un satélite canadiense que ya estaba en órbita y que Moreno había alquilado por 2,1 millones de dólares a la empresa Telesat. De acuerdo a la versión de Moreno, Telesat habría solicitado un pago de 25 millones de dólares, pero a partir de la gestión del presidente venezolano Hugo Chávez Frías se habría podido cerrar la operación por 2,1 millones de dólares. Este dato es mencionado por el mismo Moreno en su libro En defensa del modelo, pero no ofrece ninguna prueba sobre la supuesta pretensión de Telesat. El aparato, llamado Anik E2, había sido lanzado en 1991 y ya estaba fuera de uso por haber sido alcanzado por una tormenta solar, de hecho ya no emitía señal, y aún giraba en una órbita asignada al estado venezolano, que había sido el último usuario del satélite. Fue cómplice de esta simulación el entonces presidente de Venezuela, Hugo Chávez, quien intercedió para liberarlo de su espectro y dejarlo en libertad para que Argentina lo alquilara. Moreno lo rebautizó como "Pueblo Peronista 1" (el nombre de la Unidad Básica fundada por él mismo) y eligió para dar la falsa noticia de la puesta en órbita el festejo del Día de la Lealtad. Dos días después, el día que vencía la prórroga, el satélite realizó la primera transmisión y logró la adjudicación de la órbita a la Argentina. Apenas 31 días después, el PP1 dejó de funcionar para siempre y nunca más emitió una señal.

#### Fundación de ARSAT
En 2006, después de dos años de presentado el proyecto al Congreso, se dictó la Ley 26.092, que creó la Empresa Argentina de Soluciones Satelitales Sociedad Anónima (ARSAT). En la ley se marcó que las acciones de la empresa corresponderían el 98% al Ministerio de Planificación Federal, Inversión Pública y Servicios, y el 2% restante al Ministerio de Economía y Producción.
En la ley de creación de la empresa, se especificó que ARSAT tendría la autorización de uso de la posición orbital 81° de Longitud Oeste y sus bandas de frecuencias asociadas otorgada por la Unión Internacional de Telecomunicaciones.
En el estatuto de creación de la empresa se estableció como objetivo «realizar el diseño y construcción en el país de satélites geoestacionarios, además del lanzamiento y la puesta en servicio de telecomunicaciones en posiciones orbitales que resultasen de los procedimientos de coordinación internacional».
En octubre de 2006, debido a las deudas contraídas y los incumplimientos de la empresa Nahuelsat S.A., los accionistas de la empresa firmaron dos cartas de intención con ARSAT en las que transfirieron los activos de NahuelSat y vendieron las acciones de dicha empresa por el valor simbólico de 1 peso.
La posición de 72° Oeste continuó ocupada hasta principios de 2010 por el satélite canadiense, hasta que éste cumplió su vida útil.
En 2007 la empresa se inició en la operación y prestación de servicios sobre satélites alquilados. Tenía como principal mandato contratar la ingeniería y desarrollo de satélites con manufactura nacional, los que serían construidos dentro del marco de un proyecto llamado "Sistema Satelital Geoestacionario Argentino de Telecomunicaciones" (SSGAT).

### Lanzamiento de ARSAT-1 y ARSAT-2
A partir de 2007 ARSAT e INVAP trabajaron juntos para poder cumplir con la misión de construir un satélite de comunicaciones geostacionario que fue ampliamente publicitado como "de fabricación nacional". El proyecto se dividió en cuatro fases: la primera fue llamada de ingeniería preliminar; en la segunda se puso en práctica la ingeniería de detalle; la tercera etapa fue de fabricación, integración y ensayos; y la última consistió en lanzamiento y puesta en órbita del satélite, realizado el 16 de octubre de 2014. A la par se construyó otro satélite geoestacionario, Arsat-2, que fue lanzado el 30 de septiembre de 2015. El gobierno de la época publicitó los lanzamientos como de satélites enteramente nacionales. En verdad, más del 60% de los componentes claves -propulsión, carga útil, sensores, antenas- eran importados, e incluso dentro del 30% que corresponde  al  aporte nacional, muchos equipos (paneles solares, computadoras, chips resistentes a la radiación) también eran de origen extranjero.

### Gestión 2015 - 2019
En diciembre de 2015 la empresa ARSAT, que hasta ese momento se encontraba en la órbita del Ministerio de Planificación Federal, Inversión Pública y Servicios, pasó a depender del Ministerio de Comunicaciones. El nuevo ministro, Oscar Aguad, designó a su yerno, Rodrigo de Loredo, como director de ARSAT reemplazando a Matías Bianchi. De Loredo convocó a Henoch Aguiar quien ya se había desempeñado en la Secretaría de Comunicaciones durante la presidencia de Fernando de la Rúa como vice. Desde ese momento se produjeron cambios en la cúpula gerencial de la empresa. Los empleados denunciaron un "despido masivo e intempestivo de trabajadores", que atribuyeron la situación a persecución ideológica. Los trabajadores despedidos aseguraron que la medida «responde a una lógica de achicamiento del Estado y persecución ideológica para con los trabajadores», y «listas negras» por parte de De Loredo. El directorio de la empresa admitió el despido de 22 empleados que ocupaban cargos jerárquicos pero negó que se hubieran desvinculado científicos o que los despidos tuvieran causas ideológicas.
En marzo de 2016 las nuevas autoridades anunciaron la decisión de interrumpir la construcción del ARSAT-3 aduciendo problemas de financiamiento. La ley preveía que la financiación de dicho satélite proviniera de la venta de los servicios de ARSAT-1 y ARSAT-2, pero la nueva administración logró determinar que estas ventas nunca habían tenido lugar. Según declaró De Loredo: "Llegamos y nos encontramos con que habían lanzado el Arsat II sin haber comercializado absolutamente nada. Ahora estamos presentando los permisos para vender la pisada del satélite" (...) "En el mundo satelital, por lo general se hacen preventas de hasta el 50 o 60% del satélite que vas a lanzar. Arsat II está prácticamente en cero en su comercialización. Ya hay un lucro cesante muy elevado". Al mismo tiempo se calificó como «incobrables» los servicios que Arsat le prestaba al Ministerio de Planificación Federal, Inversión Pública y Servicios, aunque la agrupación kirchnerista La Cámpora, en su página oficial, declaró que esta situación de incobrabilidad resultaba "difícil de concebir".
En julio de 2017 pasó a la órbita del Ministerio de Modernización. Ese mismo mes se conoció una carta de la subsecretaría de planeamiento del ministerio de comunicaciones escrita en marzo de ese año, donde da cuenta de la posibilidad de perder la posición orbital 81° debido a la demora del gobierno en comenzar a construir un nuevo satélite para dicha posición. Para evitar la pérdida, se autorizaron 12 nuevos satélites durante la gestión de Oscar Aguad, siendo la última realizada el mismo día en que Aguad fue ministro de Comunicaciones, en lo que se interpretó como un intento de desregular el mercado satelital con una política de cielos abiertos. Esta política fue criticada por el diario opositor Página 12 por entender que los satélites extranjeros "compiten con el Arsat 2 y reducen la viabilidad del Arsat 3".
Como resultado de esa nueva política, la empresa cerró el año 2017 con un superávit de 367 millones de pesos, una cifra 4,8 veces superior a la del año 2016. En mayo de 2017, la empresa fue la primera empresa estatal en cumplimentar la ley de acceso a la información pública. El 30 de mayo de 2017 se confirmó la construcción del tercer satélite, el antes llamado Arsat 3, que fue rebautizado como Arsat-SG1. Se explicó que el satélite sería HTS en banda Ka y que brindaría cobertura en el 100% del territorio nacional con 24 hz y una capacidad mínima de 40 Gbps. Durante la apertura del Simposio Internacional “Desarrollo espacial y sustentabilidad en la Región Américas” organizado por la UIT y el Ministerio de Comunicaciones, el gerente de desarrollo tecnológico de la empresa, Mariano Goldschmidt aseguró que ya se estaba trabajando con el INVAP y la CONAE para el desarrollo del nuevo satélite que daría internet satelital en todo el país.
El 29 de enero de 2018, el presidente Macri prohibió por decreto asignar cargos públicos a familiares de funcionarios en el gobierno y al día siguiente, Rodrigo de Loredo «renunció antes de que sea oficial el decreto», debido a que es el yerno del ministro de comunicaciones Oscar Aguad. En su reemplazo tomó el cargo interinamente el vicepresidente, Henoch Aguiar, quien luego fue reemplazado por Raúl Martínez.

#### Sociedad Arsat-Hughes
En julio de 2017 el gobierno firmó un precontrato de asociación de la empresa satelital estatal ARSAT con la empresa estadounidense Hughes Communications, perteneciente al grupo Echo Star, para constituir una nueva empresa mixta que llevaría el nombre de Newco. Este contrato fue criticado por no haber sido remitido al Congreso Nacional, ya que parte de la oposición y algunos especialistas sostuvieron que se trataba de una privatización. Esta interpretación fue desestimada por Jorge Aliaga, exsubsecretario de Evaluación Institucional del Ministerio de Ciencia y Tecnología de la Nación entre 2014 y 2015, aclarando que “ARSAT no se privatiza. Pero se crea una nueva sociedad (…) con una finalidad específica, que antes tenía ARSAT". El ex funcionario entendió, no obstante, que esa modificación igualmente podría considerarse violatoria de los artículos 8 y 10 de la Ley 27.208. El presidente Macri, por el contrario, negó que existiera tal privatización y se refirió al preacuerdo como una alianza estratégica entre la estatal ARSAT y la empresa Hughes basada en la capacidad tecnológica de esta última y en el desarrollo hecho del Arsat 1 y 2. “Estamos buscando un socio estratégico que potencie la capacidad de INVAP y ARSAT, porque cuando llegamos encontramos serios problemas de comercialización en ARSAT 1 y 2, y no queremos repetir esa experiencia, de que lanzamos un satélite y está vacío”.
El pre acuerdo establecía que la construcción del satélite permanecería a cargo de INVAP y sería financiada con los 230 millones de dólares previstos que aportaría ARSAT más otros 50 millones de dólares que proveería Hughes Communications. Además, la empresa americana aportaría  antenas satelitales VSAT  modelo HT2010W, similares a las que utiliza en otros países de la región, como Chile, Ecuador, Perú y Colombia, a través de Hughesnet, su servicio de internet de alta velocidad. Estas antenas recibirían señal de los satélites Arsat 1 y 2 para conectar escuelas a Internet y así permitir reducir costos de servicios para las comunidades  rurales que no tenían posibilidades, o servicios terrestres de banda  ancha. A cambio de este aporte, Hughes recibiría, según el pre acuerdo, el 51 % de las acciones de la nueva empresa. La controversia por esta situación derivó incluso en una denuncia penal contra el presidente de la nación, el jefe de gabinete de ministros, el ministro de comunicaciones, y el presidente y vicepresidente de ARSAT, Rodrigo de Loredo y Henoch Aguiar, respectivamente. La denuncia fue presentada por el Instituto Arturo Enrique Sampay y recayó en el juzgado Federal N° 3, a cargo de Daniel Rafecas, con intervención del fiscal Guillermo Marijuan. Este último desestimó la denuncia, no considerando necesario iniciar la instrucción por entender que no existía delito, por lo que la causa fue archivada. No obstante, tras el cambio de gobierno acaecido en 2019 y la llegada al gobierno de Alberto Fernández, todos los proyectos conjuntos entre ARSAT y Hughes Communications fueron abandonados, no llegando nunca a constituirse la proyectada empresa mixta.

### Del 2020 a la actualidad
En enero de 2020 se designó a Pablo Tognetti como presidente de Arsat. Tognetti se había desempeñado anteriormente como presidente de Arsat durante 7 años, participando del desarrollo del Arsat-1 y 2. Poco después, el 20 de marzo de 2020 a las 00:00 comenzó a regir la cuarentena a nivel nacional por la pandemia de COVID-19, anunciada por el presidente Alberto Fernández en una conferencia el día anterior. En un principio estaba prevista para que durara hasta el 31 de marzo, pero finalmente se extendió hasta el 26 de abril inclusive, y en las áreas urbanas de más de 500 mil habitantes (seis áreas urbanas) hasta el 10 de mayo inclusive; el resto del país pasó a una situación de distanciamiento social preventivo obligatorio (DiSPO). El Decreto 459/2020 dio por terminada desde el 11 de mayo la cuarentena en las grandes áreas urbanas, con excepción del Área Metropolitana Buenos Aires (AMBA), manteniendo genéricamente el resto del país en situación de distanciamiento (DiSPO). A partir de esa fecha se adoptó una política de segmentación territorial, disponiendo el aislamiento o distanciamiento según la situación sanitaria de cada ciudad. A partir del 27 de abril se establecieron medidas segmentadas territorialmente, de aislamiento o distanciamiento, según lo exigiera la situación sanitaria de cada lugar. De este modo, la ciudad de Buenos Aires vivió la segunda cuarentena más larga del mundo, con 234 días de duración, sólo superada por la de Melbourne, que duró 262 días. Así, durante todo ese extensísimo período de tiempo, el proyecto del Arsat-SG1 y la actividad de ARSAT quedaron suspendidos.
En septiembre de 2020, el entonces jefe de Gabinete de Ministros de la Nación, Santiago Cafiero, y el presidente Alberto Fernández, en el acto de presentación del Plan Nacional de Conectividad “Conectar”, anunciaron la reactivación del Plan Satelital Argentino que incluía la conclusión del SG-1. En junio de 2021, el gobierno argentino firmó un contrato con el Banco de Desarrollo de América Latina y el Caribe (CAF) para financiar el SG-1 por 243 millones de dólares, con un aporte adicional de 22 millones de dólares de la empresa estatal ARSAT. La construcción estaría a cargo de INVAP, aunque la mayoría de los componentes críticos (propulsión, carga útil, sensores, computadoras de a bordo, etc.) provendrían de Estados Unidos y Europa. Entretanto, se contrataron ocho satélites "gap-filler" para custodiar los puntos orbitales asignados por la UIT a Argentina, a un costo estimado de 8 millones de dólares por cada unidad. Se trata, al igual que el "Pueblo Peronista 1" alquilado a Telesat en 2005, de satélites obsoletos que no brindan servicios reales sino que cumplen un rol regulatorio formal.
Si bien se planeaba lanzarlo en 2023, el entonces subgerente de Operaciones Satelitales de ARSAT, Juan Aurelio, comentó en agosto de 2023 durante una conferencia dictada en el Instituto Universitario para el Desarrollo Productivo y Tecnológico Empresarial de la Argentina (IUDPT), que se realizaría el primer trimestre de 2025. Tras el cambio de gobierno producido en diciembre de 2023, cuando asumió la presidencia de Argentina Javier Milei, se volvieron a postergar los plazos, programándose su lanzamiento para el mes de octubre de 2027 y su puesta en funcionamiento para abril de 2028. El nuevo gobierno también expresó su voluntad de incorporar capital privado a ARSAT promoviendo la salida a bolsa del 49 % de las acciones, y conservando el Estado Argentino el 51 % restante.

## Satélites
ARSAT tiene dos satélites geoestacionarios en órbita, el ARSAT-1 y el ARSAT-2, mientras que se encuentra desarrollando el ARSAT-SG1.
| Nombre    | fecha de lanzamiento     | Fabricante          | Operador   | Vehículo de lanzamiento |
| --------- | ------------------------ | ------------------- | ---------- | ----------------------- |
| Nahuel 1A | 31 de enero de 1997      | Thales Alenia Space | Inoperante | Ariane 44L              |
| ARSAT-1   | 16 de octubre de 2014    | INVAP               | ARSAT      | Ariane 5                |
| ARSAT-2   | 30 de septiembre de 2015 | INVAP               | ARSAT      | Ariane 5                |
| ARSAT-SG1 | En desarrollo            | INVAP               | ARSAT      | TBA                     |

Por medio de los satélites geoestacionarios ARSAT-1 y ARSAT-2, ARSAT ofrece cobertura satelital en la República Argentina y todo el continente americano, incluyendo la Antártida y las Islas Malvinas.
El satélite ARSAT-1 transmite en banda KU, prestando servicios de telefonía, datos y televisión, con cobertura en el cono sur.
El satélite ARSAT-2 transmite en banda KU y banda C con cobertura en todo el continente americano. Ofrece servicio de transporte de datos y video.
Hacia fines del 2015, estaba proyectada la construcción del ARSAT-3, que iba a abarcar todo el continente americano. En 2020 todavía no se había iniciado la construcción, pero la empresa anunció que ya se estaban definiendo los detalles del contrato con INVAP para su inicio, siendo renombrado como ARSAT-SG1, debido al cambio de plataforma utilizada por el satélite. Los plazos se fueron prorrogando en varias oportunidades. Actualmente está previsto su lanzamiento para el mes de octubre de 2027 y su puesta en funcionamiento para abril de 2028.
El monitoreo de los satélites geoestacionario en órbita se realiza desde la estación terrena en Benavidez, provincia de Buenos Aires, durante las 24 horas, los 365 días del año.

## Servicios

### Red Federal de Fibra Óptica
Consiste en una red de fibra óptica de 33.000 kilómetros que atraviesa todas las provincias.
La red federal de fibra óptica (Refefo) fue lanzada en el año 2009, construyó 15.453 kilómetros de la Red Troncal de Fibra Óptica, junto a ello se compró otros 4494 kilómetros a empresas privadas y otros 8305 kilómetros a las telefónicas. En total, la red sumaba a diciembre de 2015 unos 28.259 kilómetros, entre 2011 y 2014 fueron construidos casi 20.000 km kilómetros de Red Troncal de Fibra Óptica, el 79,3 por ciento de los 19.480 proyectados en las distintas regiones en las que se dividió al país para la implementación del plan.

### Televisión Digital Abierta
La Televisión Digital Abierta compuesta por los servicios de Televisión Digital Terrestre (TDT) o Televisión digital Satelital (TDS) permiten tener acceso desde cualquier lugar del país, ya sea por tierra o a través del ARSAT-1, al sistema de televisión digital que tiene Argentina.

### Plan de Conectividad de Escuelas Rurales
El Plan de Conectividad de Escuelas Rurales tiene por objetivo conectar a 2800 escuelas a Internet a través del ARSAT-2 y a la televisión digital abierta a través del ARSAT-1. Compuesto por dos fases, en la primera, se conectarán 300 escuelas y en la segunda se conectarán 1700 más.

### Centro nacional de datos
ARSAT cuenta con uno de los datacenters más importantes de la región. Cuenta con certificaciones de calidad otorgadas por organismos internacionales. Está compuesto por cuatro salas funcionales con capacidad para más de 600 racks y una sala de máxima seguridad. En total, posee 4.200 metros cuadrados.

### Infraestructura de Datos Espaciales
Es un desarrollo de software que forma parte del conjunto de tecnologías, políticas, estándares y recursos humanos para adquirir, procesar, almacenar, distribuir y mejorar la utilización de la información geográfica.

### Plataforma CINE.AR Play
CINE.AR Play, es la plataforma de video a demanda del Instituto Nacional de Cine y Artes Audiovisuales de la República Argentina para ver todas las producciones y contenidos de la República Argentina.